# Weitwinkeleinstellgerät
Ein Weitwinkeleinstellgerät ist ein Zubehörteil für die Entfernungseinstellung von Weitwinkelobjektiven an Großformat- bzw. Laufbodenkameras in der Fotografie. 
Sie wurden in der zweiten Hälfte des 20. Jahrhunderts von Firmen wie z. B. Linhof oder Plaubel gefertigt.

## Zweck
Großformat-Objektive verfügen nicht über eine eigene Einstellfassung zur Scharfeinstellung. 
Um ein Objekt für die Aufnahme mit der Kamera scharf zu stellen, muss hier das komplette Objektiv axial verschoben werden.
Gerade die in der Großformatfotografie eingesetzten Weitwinkelobjektive sind aber nur selten moderne Retrofokus-Konstruktionen. 
Damit befindet sich bei diesem Design das Hinterlinsenglied bei einer Entfernungseinstellung auf Unendlich (∞) sehr nahe an der Filmebene. 
Mithin besteht dann die Gefahr, mit dem Objektiv den Film zu berühren oder diesen gar zu beschädigen. 
Hinzu kommt, dass der axiale Weg von Unendlich bis zur kürzesten sinnvollen Entfernungseinstellung bei diesen Objektiven dann nur noch wenige Millimeter beträgt.
Es existieren drei konstruktive Lösungen für das Problem:
- manuelle Verstellung der kompletten vorderen Standarte samt Objektiv über den Laufboden bzw. die optische Bank der Kamera
- die Verwendung einer Einstellschnecke zwischen Objektiv und vorderer Kamerastandarte
- die Verwendung eines Weitwinkeleinstellgeräts zwischen Objektiv und vorderer Kamerastandarte

## Verwendung
Um nun bei der Scharfeinstellung nicht die komplette vordere Standarte verstellen zu müssen – und damit zum Beispiel den bereits eingestellten Tilt oder Shift zu verändern – wird entweder eine Einstellschnecke oder ein Weitwinkeleinstellgerät zwischen Objektiv und vorderer Kamerastandarte eingesetzt.
Eingestellt wird bei Letzterem mittels einer Präzisionsschraube über eine Parallelführung und zusätzlichem Balgen. 

## Typen
Von der Fa. Plaubel existiert eine Einstellfassung mit Schneckengang für die Peco Profia, bei der das Objektiv axial verschoben wird. 
Diese ist fest mit der jeweiligen Objektivplatine verbunden. 
Hier besteht aber wegen der unmittelbaren Nähe häufig die Gefahr, dass im Gebrauch Bedienungselemente des Verschlusses berührt und verstellt werden oder dieser gar versehentlich ausgelöst wird, weil sich das Objektiv bei der Einstellung dreht.
Von der Fa. Linhof existieren drei Ausführungen des Weitwinkeleinstellgeräts mit Parallelführung für Kameras ab dem Modell Technika III: 
- Für die Objektivstandarte der 13 × 18 cm (5 × 7") Technika und Platinen im Format 128 × 128 mm und mit einer vorderen Aufnahme für Objektivplatinen im Format 96 × 98 mm von der 9 × 12 cm (4 × 5") Technika.

- Für die 9 × 12 cm (4 × 5") Technika mit vorderer Aufnahme von Platinen von der 6 × 9 cm Technika.

- Die dritte Variante wurde für die 6 × 9 cm Technika angeboten und hat keine vordere Platinenaufnahme. Sie nimmt in einer Bohrung fest montierte Verschlüsse der Größe Compur #00 auf; z. B. zur Fokussierung des Schneider Angulon f/6.8 65mm Weitwinkel-Objektivs.

Inzwischen werden diese Geräte nicht mehr angeboten. Heute (2013) gibt es von Linhof lediglich noch Einstellschnecken mit fester Platine, ähnlich wie die früheren Plaubel-Ausführungen. Allerdings wird das Objektiv hier ausschließlich axial verschoben.

## Vorteile / Nachteile
Die komplette Fokussierdistanz des Objektivs kann mit der Axialverstellung sehr präzise eingestellt werden; die manuelle Einstellung durch Verschieben auf dem Laufboden führt zu Einstellfehlern. 
Der Vorteil des Weitwinkeleinstellgeräts gegenüber der Einstellschnecke alten Typs besteht darin, dass das Objektiv hier ausschließlich axial verstellt wird und damit die Wirkung von Polarisationsfiltern oder rechteckigen Sonnenblenden oder Kompendien nicht beeinträchtigt wird, da das Objektiv zur Einstellung nicht mehr gedreht werden muss. 
Für die Verwendung müssen meist zusätzliche vertiefte Objektivplatinen angeschafft werden, um die eigene Bauhöhe des Geräts auszugleichen. 
Eine direkte Verbindung zum ggf. in der Kamera eingebauten Entfernungsmesser ist mit diesen Konstruktionen nicht möglich. 
Die Kontrolle der Scharfeinstellung erfolgt hier ausschließlich nur noch über die Einstellscheibe am Kamerarückteil.